# Origny-le-Roux
Origny-le-Roux ist eine französische Gemeinde mit 249 Einwohnern (Stand: 1. Januar 2022) im Département Orne in der Region Normandie. Sie gehört zum Arrondissement Mortagne-au-Perche und zum Kanton Ceton.
Nachbargemeinden sind Mamers im Nordwesten, Suré im Norden, Chemilli im Nordosten, Saint-Fulgent-des-Ormes im Südosten, Saint-Pierre-des-Ormes im Süden und Saint-Rémy-des-Monts im Südwesten.

## Bevölkerungsentwicklung
| Jahr      | 1962 | 1968 | 1975 | 1982 | 1990 | 1999 | 2008 | 2015 |
| --------- | ---- | ---- | ---- | ---- | ---- | ---- | ---- | ---- |
| Einwohner | 356  | 320  | 301  | 288  | 280  | 263  | 278  | 269  |

## Sehenswürdigkeiten

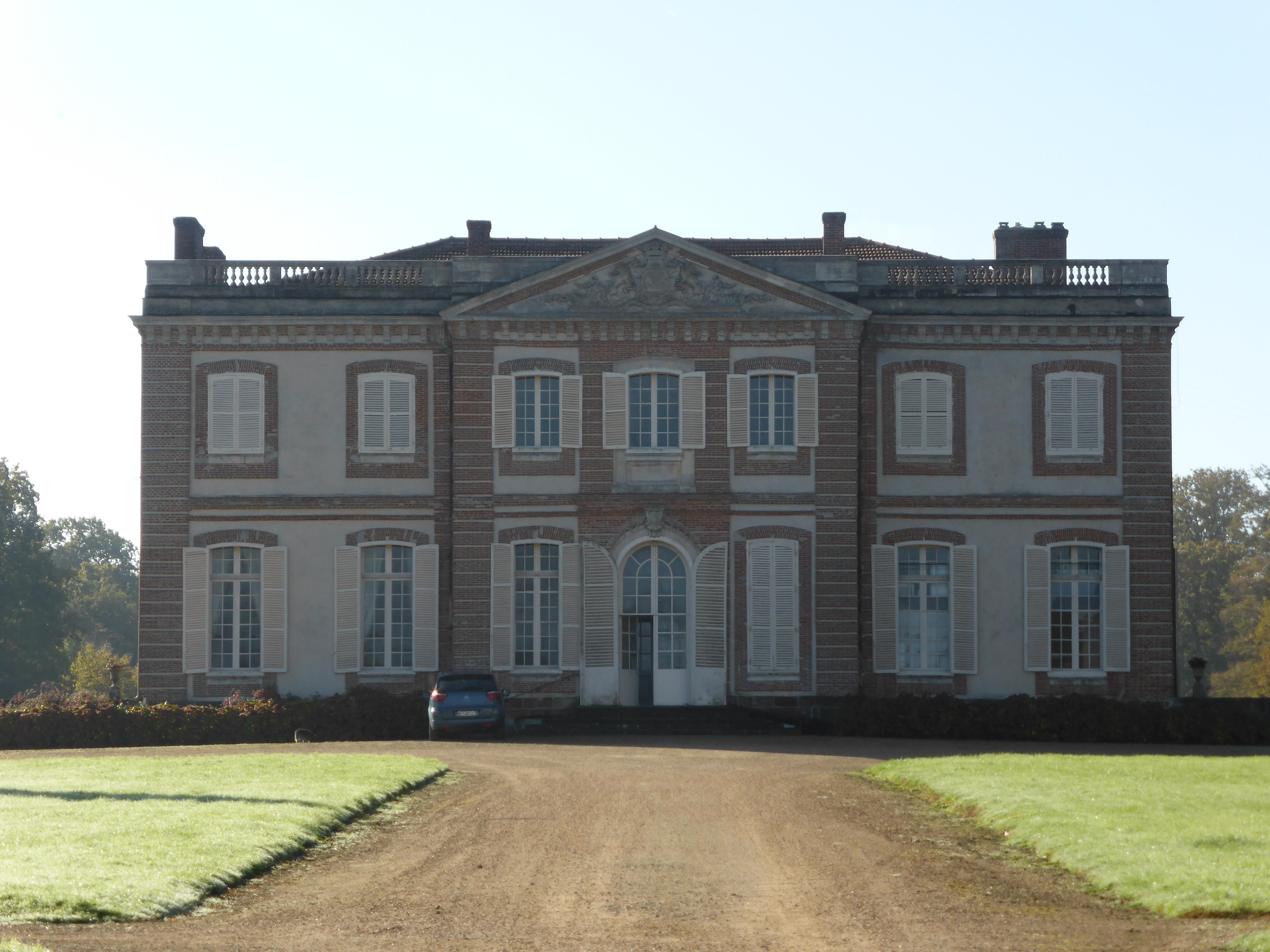
Schloss Chèreperrine

- Schloss Chèreperrine
- Kirche Saint-Pierre